# MLS Cup
MLS Cup (Philip F. Anschutz Trophy) je trofej udělovaná vítězi MLS Cup Playoffs americké Major League Soccer, které následuje po základní části, jejíž vítěz obdrží trofej MLS Supporters' Shield.

## Přehled vítězů
| Sezóna | MLS Cup              | MLS Supporters' Shield (vítěz základní části) |
| ------ | -------------------- | --------------------------------------------- |
| 1996   | DC United            | Tampa Bay Mutiny                              |
| 1997   | DC United            | DC United                                     |
| 1998   | Chicago Fire         | Los Angeles Galaxy                            |
| 1999   | DC United            | DC United                                     |
| 2000   | Kansas City Wizards  | Kansas City Wizards                           |
| 2001   | San Jose Earthquakes | Miami Fusion                                  |
| 2002   | Los Angeles Galaxy   | Los Angeles Galaxy                            |
| 2003   | San Jose Earthquakes | Chicago Fire                                  |
| 2004   | DC United            | Columbus Crew                                 |
| 2005   | Los Angeles Galaxy   | San Jose Earthquakes                          |
| 2006   | Houston Dynamo       | DC United                                     |
| 2007   | Houston Dynamo       | DC United                                     |
| 2008   | Columbus Crew        | Columbus Crew                                 |
| 2009   | Real Salt Lake       | Columbus Crew                                 |
| 2010   | Colorado Rapids      | Los Angeles Galaxy                            |
| 2011   | Los Angeles Galaxy   | Los Angeles Galaxy                            |
| 2012   | Los Angeles Galaxy   | San Jose Earthquakes                          |
| 2013   | Sporting Kansas City | New York Red Bulls                            |
| 2014   | Los Angeles Galaxy   | Seattle Sounders FC                           |
| 2015   | Portland Timbers     | New York Red Bulls                            |
| 2016   | Seattle Sounders FC  | FC Dallas                                     |
| 2017   | Toronto FC           | Toronto FC                                    |
| 2018   | Atlanta United FC    | New York Red Bulls                            |
| 2019   | Seattle Sounders FC  | Los Angeles FC                                |
| 2020   | Columbus Crew SC     | Philadelphia Union                            |
| 2021   | New York City FC     | Portland Timbers                              |
| 2022   | Los Angeles FC       | Philadelphia Union                            |

| Klub                 | Počet titulů | Vítězné roky                 |
| -------------------- | ------------ | ---------------------------- |
| Los Angeles Galaxy   | 5            | 2002, 2005, 2011, 2012, 2014 |
| DC United            | 4            | 1996, 1997, 1999, 2004       |
| San Jose Earthquakes | 2            | 2001, 2003                   |
| Houston Dynamo       | 2            | 2006, 2007                   |
| Sporting Kansas City | 2            | 2000, 2013                   |
| Seattle Sounders FC  | 2            | 2016, 2019                   |
| Columbus Crew        | 2            | 2008, 2020                   |
| Chicago Fire         | 1            | 1998                         |
| Real Salt Lake       | 1            | 2009                         |
| Colorado Rapids      | 1            | 2010                         |
| Portland Timbers     | 1            | 2015                         |
| Toronto FC           | 1            | 2017                         |
| Atlanta United FC    | 1            | 2018                         |
| New York City FC     | 1            | 2021                         |
| Los Angeles FC       | 1            | 2022                         |